# Субботино (Красноярский край)
Субботино — село в Шушенском районе Красноярского края. Административный центр Субботинского сельсовета.

## География
Находится на юге региона, в равнинной части района, по берегам реки Шушь (Большая Шушь) и впадающего в неё притока Большой Жерлык.
Климат
Лето теплое. Самый теплый месяц — июль со средней температурой +20° С. Зимой самый холодный месяц — январь со средней температурой до −20° С.
Географическое положение
Расстояние до
районного центра Шушенское: 28 км.
областного центра Красноярск: 332 км.
Ближайшие населённые пункты
Средняя Шушь — 5 км, Майский — 6 км, Ленск — 7 км.

## История
Субботино основано в середине 19 века, владельцем заимки Субботиным.
Согласно Закону Красноярского края от 24 декабря 2004 года № 13-2866 «Об установлении границ и наделении соответствующим статусом муниципального образования Шушенский район и находящихся в его границах иных муниципальных образований» село возглавило образованное муниципальное образование Субботинский сельсовет

## Население
| 2010 |
| ---- |
| 1560 |

## Известные жители
Заместитель командующего Воздушно-десантными войсками России (2017) Владимир Кочетков родился 5 марта 1965 года в селе Субботино

## Инфраструктура
Субботинский сельский дом культуры (ул. Ленина, 22), Детский сад «Дюймовочка» (ул. Ленина, 20), Субботинская СОШ. Школа основана в 1866 году . При ней действует школьный краеведческий музей.
В 1966 году возвели врачебную амбулаторию (ул. Ленина, 27Б).

## Храм иконы Казанской божьей матери
В 1864 году в селе была построена первая, деревянная церковь. 21 июля она была освящена по благословению Преосвященного Никодима, Епископа Енисейского и Красноярского. 
К 1902 году население села возросло, и церковь перестала вмещать прихожан. Тогда по проекту архитектора А. А. Фольбаума было начато строительство нового храма рядом с прежним. Кирпичи пожертвовал купец Василий Калугин, активное участие в строительстве принимал кузнец Парамон Цепелёв. В 1907 году церковь была построена, 10 июля 1908 — освящена. Старую деревянную церковь перевезли в Шунеры.
В 1936 году храм был закрыт и частично разрушен. Пострадал основной корпус, была уничтожена колокольня. 
Затем здание служило разным нуждам — здесь размещался склад, сельский клуб. В 1968 году был построен сельский ДК, и здание стало пустовать. 
В 1990-е годы группа местных энтузиастов решила восстановить храм, что было сделано в 1997 году

## Транспорт
К селу подходит автодорога 04Н-960 Каптырево — Субботино. От села отходят автодороги 04Н-967 Субботино — Новопокровка, 04Н-969 Субботино — Майский, 04Н-970 Субботино — Средняя Шушь.